# Семиотична литературна критика
Семиотична литературна критика, още наричана литературна семиотика, е подход в литературната критика, който е основан на теорията за знаците или семиотиката. В действителност семиотиката има много голямо влияние върху развитието на литературната теория от етапа на формалните подходи, като самата семиотика е тясно обвързана със структурализма на Сосюр.
Ранните форми на литературната семиотика произлизат от формалните подходи в литературата, специално руски формализъм и структурална лингвистика, особено Пражкия лингвистичен кръжок. Владимир Проп, Алгирдас Жулиен Греймас и Виктор Шкловски са едни от първите литературни семиотици, те се занимават с формален анализ на наративните форми, което донякъде напомня на литературна математика или поне литературен синтаксис.